# 印度猛蝦蛄
印度猛蝦蛄（学名：Harpiosquilla indica）为蝦蛄科猛蝦蛄屬下的一个种。其种加词“indica”意为“印度的”。